# Condado de Puławy
Condado de Puławy (polaco: powiat puławski) é um powiat (condado) da Polónia, na voivodia de Lublin. A sede do condado é a cidade de Puławy. Estende-se por uma área de 933 km², com 117 167 habitantes, segundo os censos de 2005, com uma densidade 125,58 hab/km².

## Divisões admistrativas
O condado possui:
Comunas urbanas: Puławy
Comunas urbana-rurais: Kazimierz Dolny, Nałęczów
Comunas rurais: Baranów, Janowiec, Końskowola, Kurów, Markuszów, Puławy, Wąwolnica, Żyrzyn
Cidades: Puławy, Kazimierz Dolny, Nałęczów

## Demografia
População (dados de 30 de Junho de 2005):
|          | Total   | Total | Mulheres | Mulheres | Homens  | Homens |
| -------- | ------- | ----- | -------- | -------- | ------- | ------ |
|          | pessoas | %     | pessoas  | %        | pessoas | %      |
| Total    | 117 167 | 100   | 60 757   | 51,9     | 56 410  | 48,1   |
| Cidades  | 58 033  | 100   | 30 750   | 53       | 27 283  | 47     |
| Povoados | 59 134  | 100   | 30 007   | 50,7     | 29 127  | 49,3   |